# Helen Hoehne
Helen Hoehne, auch Helen Höhne (* in Hamburg) ist eine deutsch-amerikanische Journalistin. Seit September 2021 ist sie Präsidentin der Hollywood Foreign Press Association (HFPA).
Helen Hoehne zog 1994 in die USA, wo sie an der Pepperdine University mit einem Master in Psychologie graduierte. Einen weiteren Abschluss machte sie an der UCLA. Seit 2002 schreibt sie über Hollywood für verschiedene deutsche Publikationen. Gegenwärtig ist sie die USA-Korrespondentin von TV Movie. Auch für die Sender RTL und Pro Sieben berichtet sie aus Hollywood.
Seit 2004 ist sie Mitglied der Hollywood Foreign Press Association. Nach acht Jahren als Vorstandsmitglied wurde sie im Herbst 2020 als Nachfolger von Ali Sar, der Präsident wurde, zur Vizepräsidentin der HFPA gewählt. Im September 2021 wurde sie in Folge einer Vielzahl von Skandalen in der HFPA zu deren Präsidentin gewählt. Ihre Wiederwahl für eine zweite Amtszeit erfolgte im August 2022.
Hoehne vertrat mehrfach die HFPA bei den Golden Globe Awards.